# 伊織
伊織（いおり、1982年6月24日 - ）は、日本の元タレント、元グラビアアイドル。埼玉県出身。プラチナムプロダクションに所属していた。2002年の全日本GT選手権イメージガール『wi☆th』（ウィズ）、テレ朝エンジェルアイ2002としての活動が著名。

## 略歴
- 2002年、テレビ朝日『イマドコ?』に出演し視聴者投票1位になったことで芸能界デビュー。
- 2002年、若槻千夏、高杉さと美、星野加奈とともに全日本GT選手権イメージガール『wi☆th』のメンバーとなる。同年、テレ朝エンジェルアイに選出。エンジェルアイは2001年から始まったテレビ朝日の企画だったが、2004年をもってわずか4年で廃止されたため、プラチナム所属者としては唯一のエンジェルアイメンバーとなっている。
- 2005年、東京オートサロンイメージガール『A-class』に選出。同年の福岡オートサロンや札幌オートサロンにも出演した。なお、A-classで芸名に苗字がないメンバーは、2021年に「美月」[1]が起用されるまで伊織のみであった。
- 2006年8月、「アイドル道」で共演したアイドルのイベントにゲスト出演し、芸能界を引退していた事を発表。

## 作品

### CD
※いずれもavex traxより発売
wi☆th
- SUPER EUROBEAT presents JGTC SPECIAL 2002 ~NON-STOP MEGAMIX~（2002年5月2日発売） 曲名『LET'S SPEND THE NIGHT』
- SUPER EUROBEAT presents JGTC SPECIAL 2002 ~SECOND ROUND~ （2002年9月11日発売） 曲名『FAR AND AWAY WITH LOVE』
- yourhythmix （マキシシングル・2002年9月11日発売）

A-class
- TOKYO AUTOSALON presents EVOLUTION #01 （2004年12月22日発売） 曲名『LET ME LOVE YOU』

### DVD
- prologue（2002年）
- テレ朝エンジェルアイ ワクワク・ドキドキ宣言!（2002年）
- イオリノキモチ（2003年）
- IORIUM（2003年）
- i・o・r・i 色（2003年）
- プライベートデート伊織（2004年）
- プチ美人の悲劇（2004年）
- 柔らかい肌（2004年）
- PEACH（2004年）

オムニバス
- パーティーは今宵だけ…（2003年 with 若槻千夏）

## 出演

### テレビ
- イマドコ?（テレビ朝日）
- ういっち（テレビ朝日）
- 本能のハイキック!（フジテレビ） - 第1期～第3期レギュラー
- アイドル道（SKY PerfecTV! CS721）
- 初体験天使 Virgin Angel（メ～テレ）

### ラジオ
- JUNGLE PARADISE（FM FUJI）
- HAPPY PARADE（FM FUJI）
- KBCラジオ・チャリティー・ミュージックソン（2002年12月24 - 25日、KBCラジオ）

### 映画
- ネットシネマ プチ美人の悲劇（監督：香月秀之 / 美容室『moon』アシスタントルナ役）

### 舞台
- kiss me you（モマエンタープライズ / エリ役）
- プリプリプリーズ（モマエンタープライズ / 主演 白雪姫役）

## 書籍

### 写真集
1. iori（2002年）
2. 柔らかい肌（2004年）